# Giorgio Trebbi
Giorgio Trebbi (Bologna, 27 febbraio 1926 – Bologna, 18 agosto 2002) è stato un architetto italiano.

## Biografia
Compiuti gli studi ginnasiali e liceali (durante i quali ha ottenuto nell’anno 1943-44 il premio per la migliore votazione) entra all’Università iscrivendosi alla Facoltà di architettura in Firenze.
Nel 1948 ottiene il premio universitario “Enrico Lussini” per un lavoro di rilievo dei monumenti ed è ammesso fin dal 1º corso alla Borsa di studio del Collegio artistico “A.Venturoli”.  Il 16 luglio 1953 si laurea in architettura riportando la votazione 110/110.
Tutte le voci di seguito riportate sono tratte da: Giorgio Trebbi. Editoriali di Architettura. Parametro 1970-1999  di Maria Beatrice Bettazzi, Clueb editore, Bologna, 2006.

### Attività didattica e scientifica
Dal 1953 sino al 1962 è docente di disegno geometrico e architettonico al corso serale presso l’Istituto statale d’arte di Bologna. Nel 1967  consegue la Libera Docenza in caratteri distributivi degli edifici, che gli permetterà dal 1968 al '73 di essere Docente incaricato di caratteri distributivi degli edifici nell’Istituto di architettura e urbanistica, Facoltà d’ingegneria, dell'Università di Bologna. Dal '73 diviene Professore incaricato stabilizzato e nel 1980 ottiene l'incarico di Professore Associato proseguendo sempre, dal '73, l'insegnamento del corso sino al 1983. L'attività di docenza lo porta dal '79 all'84 ad essere Professore al Corso d’insegnamento di "Urbanistica ospedaliera" nella Scuola di Scienze Amministrative e di perfezionamento in Diritto Sanitario della Facoltà di Giurisprudenza, Università degli studi di Bologna. È in Algeria dal '79 all'83 nella qualifica di Professore al Corso post-graduation dell’Ecole Polytechnique di Architecture et Urbanisme presso l’Università di Algeri, nell’ambito della Cooperazione allo sviluppo, Dipartimento specifico presso il Ministero degli Esteri italiano. Rispetto alla attività didattica e scientifica (insegnamento e ricerca) è necessario segnalare anche nel '69 la partecipazione al Seminario "metodologia della progettazione" diretto dal prof. Christopher Jones, nel '70 a "tecniche sistematiche di progettazione" del prof. Allen Bernholtz e nel '72  a "classificazione modale dell’uso del suolo" del prof. Albert Z.Guttenberg, tutti all'Istituto universitario di architettura e urbanistica di Bologna.
Tante sono le partecipazioni a Commissioni connesse con l’attività didattica nell’ambito della Facoltà d’ingegneria dell’Università degli studi di Bologna.
Iniziano nel 1973 con l’incontro di studio presso la Stockholms Stads byggnadskontor, Stoccolma (Svezia); Nel 1974 ha cinque incarichi: incontro di studio diretto dal prof. Olle Wahlstrom alla sezione d’architettura della Tekniska Högskolan di Stoccolma (Svezia), Membro della Commissione del Consiglio di Corso di laurea in Ingegneria civile per le proposte di modifica allo Statuto della Facoltà, Seminario sui processi di organizzazione e comunicazione della forma architettonica tenutosi nell’ambito del corso di disegno II civile, all’Istituto di architettura e urbanistica dell’Università di Bologna, Membro della Commissione d’Istituto per il coordinamento dei Corsi, e infine Membro della Commissione del Consiglio di Corso di laurea per lo studio di norme atte a regolare lo svolgimento degli esami di laurea, sulla base conoscitiva di quanto adottato dalle altre Facoltà italiane; Nel 1975 ottiene altre partecipazioni: al Gruppo di lavoro dell’Istituto di architettura e urbanistica per la stesura della “Ipotesi di piano di studi per il Corso di laurea in Ingegneria civile, sezione edile: indirizzi “territorio” e “architettura”; ai lavori della Commissione istituita dal Corso di laurea in Ingegneria civile dell’Università di Bologna per il reperimento e l’analisi dei Piani di studio esteri; e al Seminario di studio sul tema: progettazione per l’edilizia industrializzata, Facoltà di architettura, Mosca (URSS). Nel 1975-76 avviene la Pubblicazione del Programma del Corso di Caratteri distributivi degli Edifici per l’anno accademico 1975-76, come risultato del lavoro di gruppo comprendente tutti i collaboratori e nel 1976-77 è Membro della Commissione istituita dal Consiglio di Facoltà per l’esame delle domande degli studenti. E dopo Stoccolma e Mosca gli anni successivi lo vedranno impegnato in altre importanti città straniere.
Nel 1976 partecipa all’incontro di studio, al C.S.T.B., Centre Scientifique et Technique du Bâtiment, Parigi (Francia) e l'anno successivo all’incontro di studio organizzato dal Nederlands Documentatiecentrum voor de Bouwkunst, Amsterdam (Paesi Bassi).
Nel 1978 è Membro del Gruppo di lavoro organizzatore di N.7 Tavole rotonde interdisciplinari presso l’Istituto di architettura e urbanistica della Facoltà d’Ingegneria, Membro della Commissione di Facoltà costituita per elaborare un documento frutto di esame delle “Ipotesi di dipartimento”, partecipa all’incontro di studio, presso il SECO, Bureau de Control pour la Securitè de la construction, Bruxelles (Belgio).
Nello stesso anno a Bologna fonda e ne assume la direzione del il “Centro internazionale di studio, ricerca e documentazione dell’abitare, OIKOS”, con sede nel Padiglione dell'Esprit Nouveau di Le Corbusier.
Nel 1979 partecipa al 3° colloquio sulla crisi dell’habitat indetto da l’Universitè des Sciences Humaines de Strasbourg, Strasburgo (Francia), mentre nel 1980 è relatore al Seminario indetto dall’Istituto di progettazione architettonica della Facoltà d'Architettura dell’Università degli studi di Genova.

### Professione
Nell'ambito della professione è dal 1952 Segretario Associazione Architetti Emilia-Romagna e dal 1955 Segretario dell’Ordine Regionale degli architetti dell’Emilia-Romagna; entrambe le cariche lo accompagneranno sino al 1957. Dal 1957-59 è Presidente dell’Associazione architetti Emilia-Romagna e dal 1958-66 Presidente dell’Ordine Regionale degli architetti dell’Emilia-Romagna. Attorno agli anni '60 riceve altri incarichi: 1957-60 è Progettista Albo INA-CASA, gruppo Santini; dal 1958-61 è Membro effettivo dell’I.N.U., sezione Emilia-Romagna-Marche; ed infine nel 1960 è Presidente Nazionale della federazione degli ordini architetti italiani.
Ha partecipato a numerosi concorsi nazionali ed internazionali fra i quali il concorso indetto per la sistemazione urbanistica del centro della città di Colonia in Germania, il concorso “Calvert House" per la casa canadese di domani a Montréal, il concorso per la nuova sede della Biblioteca civica di Verona.

### Attività culturale
Nel 1955 fu segretario del I Congresso Nazionale d'Architettura Sacra tenutosi a Bologna e sino al '68 è nel Comitato Direttivo di Chiesa e Quartiere. Partecipa all'organizzazione della Mostra d'Architettura Italiana in Germania e all'allestimento del Padiglione italiano alla Biennale Internazionale di Salisburgo che meritò la medaglia d‘oro. Ha fatto parte della delegazione italiana al Congresso internazionale di sociologia urbanistica di Bruxelles, divenne con alcuni altri colleghi italiani, membro della Federazione Europea della Cultura con sede ad Amsterdam.
Ha dato la sua opera per l’attuazione del Piano per la costruzione delle nuove chiese a Bologna secondo le direttive del Cardinale Giacomo Lercaro  e nell'ambito dell'Ufficio Nuove Chiese del Cardinale promuoverà commesse ad architetti di spicco nel panorama internazionale per Bologna. Incontrerà così per la prima volta nel 1963 Le Corbusier a Firenze, nel 1966 Alvar Aalto a Riola per l'incarico della chiesa di Santa Maria Assunta, e Marcel Breuer a Bologna per una visita guidata alla chiesa di S. Pio X di cui l’arch. Trebbi è autore.
È promotore anche dell’intervento progettuale di Kenzō Tange al Fiera District di Bologna e della ricostruzione del padiglione dell’Esprit Nouveau di Le Corbusier a Bologna.

### Attività culturale in tema di architettura sacra
- 1955 Segretario generale al 1º Congresso nazionale d’architettura sacra, Bologna
- 1956 “Esigenza di una architettura specchio della nuova religiosità”, Sala Bossi, Bologna
  - Conferenza sull’architettura sacra moderna, Genova
- 1956-57 Membro della delegazione italiana al Convegno della Soc. di S. Luca all’Università di Friburgo, Svizzera
- 1956-64 Direttore del Centro di studio e informazione per l'architettura sacra con sede a Bologna
- 1959 Organizzazione e allestimento dell’esposizione dell’architettura sacra moderna italiana all’Istituto italiano di cultura a Colonia (Repubblica Federale Tedesca)
  - Convegno internazionale di architettura sacra a Basilea, Svizzera, su invito della Società di S. Luca
- 1960 Membro del Comitato esecutivo della mostra “Nuove chiese nella archidiocesi di Colonia”
- 1960-62-64 Membro del Direktorium della Biennale internazionale d’arte sacra a Salisburgo (Austria)
- 1960 Congresso internazionale del S.I.A.C. a Monaco (Rep. Fed. Ted.) sul tema: “architettura per la comunità”
  - Membro della delegazione italiana e relatore alla conferenza internazionale di sociologia urbanistica a Bruxelles
- 1963 “Dibattito sull’architettura sacra contemporanea in Italia”, Galleria d’Arte Moderna, Torino
  - “Casa di Dio tra le case degli uomini”, Ateneo Veneto, Venezia
- 1965 “La chiesa-edificio come luogo d’incontro comunitario nelle aree metropolitane” al Convegno di Assisi (22-24 aprile)
  - “Il Tabernacolo e l’altare del sacrificio” al convegno di liturgisti e artisti in Pisa (6-13 giugno)
- 1976 Conferenza al “Goethe Institut” Roma sul tema: “Impegno per l’architettura e impegno sociale della chiesa cattolica

## Membro delle seguenti Commissioni
- 1956-58 Commissione Autostrade della Sezione Emilia-Romagna-Marche dell’Istituto Nazionale di urbanistica
- 1956-64 Commissione Diocesana per l’Arte Sacra di Bologna
  - Comitato direttivo dei quaderni trimestrali Chiesa e Quartiere.
- 1957 Concorso nazionale per il progetto del complesso parrocchiale S. Vincenzo de’ Paoli in Bologna
- 1958-60 Commissione Comunale edilizia di Bologna
- 1958-61 Commissione ministeriale per l’esame del Piano territoriale paesistico della collina bolognese
  - Comitato di esperti, settore “Residenze” per le indagini e gli studi necessari alla compilazione del Piano territoriale di coordinamento della Regione Emilia-Romagna
- 1959 Comitato per Bologna storico-artistica
- 1960 Concorso nazionale per un lotto di case popolari, bandito dall’I.A.C.P., Ferrara
- 1961 Biennale d’arte del metallo, Gubbio
- 1961-62 Concorso nazionale per il progetto della sede dell’Istituto psicopedagogico di Imola, bandito dall’Amministrazione Provinciale di Bologna
- 1961-64 Piano territoriale di coordinamento della Regione Emilia-Romagna
- 1962 Federazione Europea della Cultura, Amsterdam
- 1963-64 Pianificazione ospedaliera in Emilia
- 1964 Concorso nazionale per l’Albo dei progettisti G.E.S.C.A.L., Roma
- 1965 Comitato tecnico del 1º Salone internazionale della Industrializzazione Edilizia, Bologna
- 1967 Ordine Regionale degli architetti dell’Emilia-Romagna per l’esame del nuovo regolamento edilizio
- 1970 Ordine Regionale degli architetti dell’Emilia-Romagna per l’esame della variante generale al P.R.G. di Bologna
  - Ordine Regionale degli architetti dell’Emilia-Romagna per l’esame del piano per il centro storico di Bologna
  - Comitato tecnico amministrativo del Provveditorato Regionale alle opere pubbliche
- 1971 Concorso nazionale per la nuova sede del Collegio Aeronautico di Forlì in rappresentanza del Consiglio Nazionale Architetti
- 1972 Commissione Regionale dell’Emilia-Romagna per lo sviluppo delle aree padane
- 1973 Delegato regionale del C.I.S.O. (centro italiano di storia ospedaliera) per il biennio ‘73-’74
- 1974 Commissione Regionale dell’Emilia-Romagna per l’esame del Piano Regolatore generale di Faenza
- 1977 Concorso per il posto di ingegnere capo all’Ufficio Tecnico della Repubblica di San Marino
- 1978 Gruppo di coordinamento della Mostra “Padania, cultura e territorio” per conto del “Comitato Valorizzazione turistica delle aree padane dell’Emilia-Romagna”
- 1984 Concorso nazionale per l’area della ex Manifattura Tabacchi, Bologna
  - Concorso regionale sul palazzetto dello sport di Trento
  - Concorso nazionale per l’insediamento di impianti sportivi a Ravenna
  - Il libro bianco sulla casa, Commissione costituita dal Ministro dei L.L.P.P..

## Riconoscimenti
- 1º premio ex aequo, in gruppo con due colleghi, al concorso Internazionale d'architettura per i villaggi nei paesi della Comunità del Carbone e dell’Acciaio, indetto dall’Alta Autorità al Lussemburgo.
- 1º premio ex aequo al concorso indetto per la sistemazione della nuova sede del Credito Romagnolo in Bologna.
- 2º premio al concorso Internazionale per la nuova sede del Centro culturale St. Jacques a Parigi.
- 3º premio al concorso nazionale per il villaggio operaio in via degli Scalini a Bologna.
- Classificato al concorso nazionale per il nuovo Palazzo dello Sport, in Genova.

## Progetti
- 1973 Restauro residenziale G.-V., via dell'Osservanza, Bologna;
- 1972-76 Censimento dei Centri Storici della Provincia di Bologna per incarico della Soprintendenza ai Monumenti dell'Emilia;
- 1972 Nuova sede per la Filiale Regionale della soc. IN-DESIT a Cadriano (BO);
- 1967-70-76 Restauro degli edifici residenziali posti fra le vie D'Azeglio e Fusari, Bologna;
- 1965 Casa C. a Pian di Balestra, edificio sperimentale;
- 1964-65 Restauro della Cripta della Cattedrale di San Pietro, via Indipendenza, Bologna;
- 1964-66 Case per vacanze sull'Appennino Tosco-emiliano in località Pian di Balestra (San Benedetto Val di Sambro);
- 1962-64 Complesso edilizio "Malatesta" fra la piazza Malatesta, viale Volturno, via Bastioni, antiche mura, in Rimini (Forlì) (con arch. Glauco Gresleri);
- 1960-65 Nuova Sede del Pontificio Seminario Regionale "Benedetto XV" in Bologna, nuova strada di Barbiano (con arch. Glauco Gresleri)[6], opera selezionata dal MIBAC tra le architetture del secondo Novecento;
- 1961 N.26 alloggi di complessivi 154 vani in via S. Felice per conto IACP, Bologna;
  - Chiesa e complesso parrocchiale S. Luigi di Riale, Casalecchio di Reno, Bologna (con arch. Glauco Gresleri);
- 1960 Restauro Palazzo D.Favera, via Guido Reni, Bologna;
- 1959-60 Edifici quartiere residenziale IACP San Donnino, Bologna (in collaborazione);
- 1958- 60 Restauro della Chiesa di San Pietro in Casale, (Bologna);
  - Edificio residenziale B.-F., viale Pascoli, Riccione (Forlì);
  - Villa Capri-Sani, via Siepelunga, Bologna (in collaborazione);
  - Villa Dr. Mario S., viale Pascoli, Riccione, (Forlì);
- 1958 Padiglione italiano alla Biennale internazionale d'arte a Salisburgo, Austria;
  - "Touring Hotel" in Carpi (Modena);
- 1959 Restauro edificio residenziale annesso Istituto Neoterapico, via Parisio, Bologna;
- 1957- 66 Chiesa e complesso parrocchiale di S.PIO X [7], via della pietra, Bologna (premio dell'Istituto Nazionale di Architettura 1969), opera selezionata dal MIBAC tra le architetture del secondo Novecento;
- 1957- 59 Edificio condominiale residenziale "Saragozza", via Saragozza 101/2, via Guidotti 67, Bologna;
- 1957 Edifici ad uso abitazione e negozi per complessivi 440 appartamenti in via Portazza, Cavedone, Bologna (in collaborazione);
- 1955 Allestimento della Mostra internazionale del calice e della pianeta nella Basilica di S. Giacomo, Bologna. Padiglione a tre piani mostra dell'architettura sacra. (in collaborazione);
- 1956- 58 Villa Dr. Z. in via C. Verdi, Carpi (Modena);
- 1956- 57 Villa C., via Braida, Carignano (Torino);
- 1955 Allestimento della Mostra del tesoro sacro di Bologna nell'Oratorio di Santa Cecilia, Basilica di San Giacomo Maggiore, Bologna (in collaborazione);
  - Restauro della villa Calanchi, Rubizzano di S. Pietro in Casale (Bologna);
- 1954 - 55 Padiglione d'ingresso alla Fiera internazionale della pesca, Ancona.

## Scritti
- 1999 Il tempo della qualità: 1999 a cura di Carlo Monti... \et al.,  Bologna, Bolognafiere; Faenza, Gruppo editoriale Faenza editrice;
- 1998 La città necessaria: 1998 a cura di Carlo Monti, Riccardo Roda e Giorgio Trebbi,  Bologna, Fiere internazionali di Bologna;
- 1997 Continuità, sperimentazione, innovazione: Cuore Mostra promosso e organizzato da Bologna Fiere nell'ambito del SAIE '97, Salone Internazionale dell'industrializzazione edilizia, Bologna 15-19 ottobre 1997,  Bologna, Fiere internazionali di Bologna, Faenza, Faenza editrice;
- 1996 La città necessaria: 1998  a cura di Carlo Monti, Riccardo Roda e Giorgio Trebbi, Bologna, Fiere internazionali di Bologna;
- 1993 Qualità urbana in Europa: Cuore Mostra promosso ed organizzato da BolognaFiere nell'ambito del SAIE 93, Salone internazionale dell'industrializzazione edilizia: Bologna, 20-24 ottobre 1993, Bologna, E. A. Fiere internazionali di Bologna;
- 1992 L'architettura della tecnologia: Cuore Mostra promosso ed organizzato da BolognaFiere nell'ambito del SAIE 92, Salone Internazionale dell'Industrializzazione Edilizia: Bologna, 21-25 ottobre 1992, Bologna, E. A. Fiere di Bologna;
  - L'architettura della tecnologia: Cuore Mostra promosso ed organizzato da BolognaFiere nell'ambito del SAIE 92, Salone Internazionale dell'Industrializzazione Edilizia: Bologna, 21-25 ottobre 1992, Bologna, E. A. Fiere di Bologna;
  - La cultura della città a cura di Luisella Gelsomino, Faenza, Gruppo editoriale Faenza, Edizioni CELI;
- 1990 La nuova monumentalità urbana: Cuore Mostra: Bologna, 24-28 ottobre 1990 / promosso ed organizzato da Bologna-Fiere nell'ambito del SAIE 90, Faenza, E.A. Fiere di Bologna;
- 1988 Storia dell’urbanistica - L’Europa del secondo dopoguerra di M. Mamoli e G. Trebbi, Editori Laterza;
- 1986 La città & il teatro catalogo della mostra dei progetti per il concorso nazionale di idee per il teatro Amintore Galli e Piazza Malatesta a Rimini: 19 aprile-18 maggio 1986, Rimini, Sala delle Colonne a cura di Giuliano Gresleri, Stefano Pompei, Rimini, Maggioli;
- 1984 Politica edilizia e gestione del territorio: città e terziario: mostra organizzata dall'Ente Autonomo per le Fiere di Bologna in collaborazione con l'Associazione Italiana Prefabbricazione per l'edilizia industrializzata -AIP- nell'ambito del SIAE 84, salone dell'industrializzazione edilizia, Bologna 23-28 ottobre 1984, Bologna: Ente Autonomo Fiere di Bologna;
- 1983 Rilevamento e diagnostica di Roberto Ballandi... et al., Bologna, Ente autonomo per le Fiere;
- 1982 Politica edilizia e gestione del territorio: ambiente costruito e calamita: mostra organizzata dall'Ente Autonomo per le Fiere di Bologna: in collaborazione con l'AIP, nell'ambito del SAIE '82: Bologna, 16-24 ottobre 1982, Bologna, E. A. Fiere di Bologna;
  - Metodologie, tecniche, prodotti di Luisella Gelsomino coordinamento; Carlo Cesari, Roberto Ballandi; Giacinto Cavalieri segreteria di redazione, Bologna: Ente autonomo per le fiere;
- 1981 Coscienza della città: edilizia e territorio nella realtà italiana scritti di! Alfonso Acocella... et al., Bologna, E. A. Fiere di Bologna;
- 1980 Politica edilizia e gestione del territorio: il nodo energia di Mauro Adamoli... [et al.], Bologna, Ente Autonomo per le Fiere di Bologna;
- 1979 Housing in Europa. Seconda parte 1960-1979, Bologna, Luigi Parma;
  - Politica edilizia e gestione del territorio in Polonia di Adam Andrzejewski... [et al.], Bologna, Ente Autonomo Fiere;
- 1978 La ricostruzione di una città Berlino 1945-1975, Mazzotta, Milano;
  - Politica edilizia e gestione del territorio in Benelux: mostra organizzata dall'Ente Autonomo per le Fiere di Bologna in collaborazione con l'Associazione italiana prefabbricazione per l'edilizia industrializzata, AIP, nell'ambito del SAIE '78, Bologna, 7-15 ottobre 1978, Bologna: Ente Fiere di Bologna;
- 1977 Gestione del territorio, politica e tecnologia edilizia in Francia: mostra organizzata dall'Ente autonomo per le Fiere di Bologna in collaborazione con l'Associazione italiana prefabbricazione per l'edilizia industrializzata - AIP - nell'ambito del SAIE '77, Bologna, 8-16 ottobre 1977, Bologna, Ente fiere di Bologna;
  - Borgo città quartiere comprensorio: *rassegna bibliografica interdisciplinare sulle articolazioni minori della città nel contesto territoriale a cura di A. Ardigo; con la collaborazione di A. Berselli... [et al.], Milano, F. Angeli;
- 1976 Esperienze e orientamenti dell'edilizia abitativa sovietica: mostra organizzata dall'Ente autonomo per le fiere di Bologna in collaborazione con l'Associazione italiana prefabbricazione per l'edilizia industrializzata..., Bologna, 9-17 ottobre 1976 / N. V. Baranov... [et al.], Bologna: E.A. fiere di Bologna;
- 1975 Casa e territorio in Scandinavia: Danimarca, Norvegia, Svezia, Finlandia, verso gli anni '80: mostra organizzata dall'Ente autonomo per le fiere di Bologna in collaborazione con l'Associazione italiana prefabbricazione per l'edilizia industrializzata AIP, nell'ambito dell'11. SAIE, Salone internazionale dell'industrializzazione edilizia: Bologna, 11-19 ottobre 1975... / Ordinamento e allestimento della mostra a cura dell'Ente autonomo per le fiere di Bologna con la collaborazione di Giorgio Trebbi e Mario Zaffagnini, Bologna, Ente fiere;
- 1974 Politica edilizia in Gran Bretagna / [saggi di] Mario Basso... [et al.], Bologna, Ente fiere di Bologna;
- 1972 Insediamenti umani nel territorio e funzione abitativa in rapporto all'evoluzione sociale e tecnologica, Bologna, Ente fiere di Bologna;
- 1971 Un pianeta da abitare: requisiti e prestazioni per l'ambiente costruito, Bologna, Ente fiere di Bologna;
- 1966 L’edificio sacro per la comunità cristiana di L. Bertoni, L. Della Torre, L. Grassi, G. Gresleri, A. Savioli, G. Trebbi Edizione Queriniana, settembre, Brescia;